# Neotylenchus serpens
Neotylenchus serpens is een rondwormensoort uit de familie van de Neotylenchidae. De wetenschappelijke naam van de soort is voor het eerst geldig gepubliceerd in 1961 door Andrássy.